# FIJO
Mezinárodní festival dechových orchestrů mladých (francouzsky Festival international des jeunes orchestres instruments à vent), zkráceně FIJO, je nesoutěžní přehlídka mládežnických dechových orchestrů s doprovodnými programy tanečních skupin. Festival je pořádán jednou za dva roky od roku 1970 v Chebu, nejčastěji na náměstí Krále Jiřího z Poděbrad.

## Historie
Festival byl založen v roce 1970 chebským hudebníkem a zakladatelem chebského Mládežnického dechového orchestru Václavem Kučerou. Jeho myšlenku podpořili i další čeští dirigenti a hudební skladatelé, například Jindřich Praveček, Karel Vacek, Jaromír Vejvoda a Václav Poncar.
V roce 1980 byl kvůli letním olympijským hrám v Moskvě jeden z ročníků vynechán. Ještě před rokem 1989 se na akci sjížděly orchestry ze západní i východní Evropy, po roce 1989 i z jiných světadílů (první byl japonský soubor).
Od roku 1990 vybrané orchestry během festivalu účinkují i v německých příhraničních městech (Waldsassen, Marktredwitz, Wunsiedel).